# Париж
Пари́ж (фр. Paris МФА: [paˈʁi]о файле) — столица и крупнейший город Франции. Находится на севере государства, в центральной части Парижского бассейна, на реке Сена. Население — 2 102 650 человек (2023). Центр агломерации Большой Париж (6,6 млн), ядро исторического региона Иль-де-Франс (более 12 млн). Образует коммуну и департамент, разделённый на 20 округов.
Относится к глобальным городам и мировым финансовым центрам. Здесь располагаются штаб-квартиры ЮНЕСКО и ряда других международных организаций.
Исторический центр, образованный островом Сите и обоими берегами Сены, складывался на протяжении веков. Во второй половине XIX века претерпел коренную реконструкцию. В пригороде расположен дворцово-парковый ансамбль Версаль.
Основан в III веке до н. э. кельтским племенем паризиев. С III—IV веков известен как галло-римский город Паризии. С конца X века с перерывами является столицей Франции.

## Этимология
Существует несколько версий происхождения топонима «Париж», наиболее популярные из которых получили названия: «галльской» и «римской».
Согласно «галльской» версии, название «Париж» произошло от латинского Civitas Parisiorium — «город паризиев». В III веке до н. э. кельтское племя паризиев основало на месте современного острова Сите поселение, получившее название «Лютеция» — от латинского lutum «грязь, ил»; слово связано также с кельтским louk-teih, louk-tier «топкие места». Впервые оно упоминается в сочинении Юлия Цезаря: «Записки о Галльской войне», датируемым примерно 53 годом до н. э. После превращения Галлии в римскую провинцию (16 год до н. э.) Лютеция стала значительным торговым центром, а с III века н. э. стала называться «Паризии».
«Римская» же версия, которую не без оснований считают слишком надуманной, относит происхождение названия города к имени героя мифа о троянской войне — Париса, сына троянского царя Приама, похитившего прекрасную Елену у спартанского царя Менелая. По версии Вергилия, спасшиеся троянцы во главе с Энеем приплыли на Апеннинский полуостров, где и основали Рим. Вопрос о том, каким образом родственники Париса оказались на территории Франции и основали город его имени, ставший впоследствии Парижем, остаётся открытым.
Конечная «ж» в слове Париж объясняется тем, что оно пришло в русский язык через польский язык.

## История

### Античность
Париж вырос на месте поселения Лютеция, основанного кельтским племенем паризиев в III веке до н. э. Поселение располагалось на безопасном острове Сите, окружённом водами реки Сены. В начале II века до н. э. поселение было обнесено крепостной стеной. Основой экономики была торговля: Сена связывала Средиземное море с Британскими островами. В 52 году до н. э. паризии присоединились к восстанию галлов против господства Рима под предводительством арвернского вождя Верцинге́торига. В том же году состоялась битва при Лютеции, в которой римляне одержали победу. К этому времени относятся сочинения Юлия Цезаря «Записки о Галльской войне», в которых была впервые упомянута Лютеция — «город паризиев, расположенный на одном из островов Сены». После того, как римский полководец Тит Лабиен осадил её, жители разрушили мосты и сожгли город.
Римляне возвели его заново, построив из камня дороги, виллы, 16-километровый акведук, три термы, амфитеатр и форум с базиликой. Римская администрация разместилась на острове Сите, где продолжал функционировать порт. В III веке город подвергся набегам со стороны германского племени алеманнов, что привело к переселению жителей с левого берега Сены на более защищённый остров Сите. Тогда же Лютеция стала называться Городом паризиев (лат. Civitas Parisiorum), а затем Паризием (лат. Parisium). В IV веке появилась первая христианская церковь. На V век пришлась деятельность Святой Женевьевы, ставшей покровительницей Парижа. В 470 году салические франки во главе с Хильдериком I более 10 лет осаждали город. В конце V века Хлодвиг на время превратил Париж в столицу Франкского государства.

### Средние века
В 508 году город стал столицей королевства Меровингов. В VI веке повсюду сооружались церкви и монастыри. В это время население составляло 15—20 тысяч жителей. На Сите возвышалась крепость, располагались резиденции короля и церковной власти. Основой существования города была торговля, а возможность выхода к морю через Сену способствовала появлению купцов с Востока — в первую очередь сирийских и еврейских торговцев.
В VII веке Париж утратил столичную функцию после того, как король франков Хлотарь II переехал в Клиши, а позднее Карл Великий — в Ахен. После восшествия на трон первого короля Франции династии Капетингов Гуго Капета в конце X века вновь стал столицей государства.
В 840 году Гастинг со своим флотом двинулся по течению Сены и Луары, разгромил Париж. В конце IX века город подвергся набегам со стороны норманнов. В 856—857 годы они разорили левобережье Парижа. С 885 по 887 годы город осаждало не менее 40 тысяч норманнов на 700 судах. В начале XII века население было сосредоточено в основном на острове-крепости Сите, который оставался королевской резиденцией до середины XV века. Здесь же размещался епископский дворец и собор Парижской Богоматери. При церквях и монастырях действовали больницы для бедных. В XII—XIII веках происходило активное заселение правобережья, рядом с портом. При короле Филиппе II Августе была выстроена новая крепостная стена на обоих берегах Сены, на улицах заново уложена брусчатка. В XIII веке в образованном веком ранее Парижском университете действовало четыре факультета: каноническое право и теология, медицина, искусство, филология. Во время Столетней войны, с декабря 1420 года на протяжении 16 лет Париж был занят войсками английского короля Генриха V, а позднее герцога Бедфорда, регента Франции с 1422 года. С середины XV до середины XVI веков столица Франции располагалась в Туре.

### Новое время
В начале XVI века при короле Франциске I Париж окончательно стал столицей Франции. В XVI—XVII веках для упорядочения сбора налогов и других целей город был разделён на 16 районов. В это время должность главы местного самоуправления прево превратилась в зависимую от короля. К концу XVI века в городе проживало около 300 тысяч человек.
Во второй половине XVI века, в эпоху Реформации Париж сотрясали религиозные войны, охватившие Францию. Преследовалось инакомыслие, еретики отправлялись на костёр. Около 20 тысяч горожан исповедовали идеи протестантства. В ночь на 24 августа 1572 года произошла Варфоломеевская ночь, унёсшая жизни свыше 5 тысяч человек. В этот период город подвергся 5-летней осаде войсками короля Наварры, в ходе которой погибло около 30 тысяч человек. В начале XVII века при Генрихе IV были построены многие известные строения, в частности Новый мост и Королевская площадь. В 1622 году Париж стал архиепископством.
В 1671 году Людовик XIV перевёл королевскую резиденцию из Парижа в Версаль. В 1702 году город был разделён на 20 районов. В конце XVIII века вокруг города возвели Стену генеральных откупщиков высотой до 5 метров, установив для торговцев плату за проезд. Эта стена служила административной границей до 1860 года.
Во время революции в 1789 году был избран первый парижский мэр Байи. Во время правления Наполеона городская власть была сосредоточена в руках двух префектов. В период с 1804 по 1814 год произошёл демографический взрыв, при котором население увеличилось с менее чем 580 тысяч до 700 тысяч жителей. Основные постройки этого периода были завершены уже после свержения Наполеона. 31 марта 1814 года союзные войска во главе с прусским королём и российским императором вступили в город. С 1841 по 1845 год вокруг Парижа была построена последняя крепостная стена Тьера, состоявшая из 17 фортов и 94 бастионов. С 1820-х годов на смену масляным лампам на центральных улицах пришли газовые фонари.
Во второй половине XIX века здесь проходило 5 из 21 всемирных выставок. В 1871 году в течение двух месяцев власть в городе находилась в руках Парижской коммуны.

### Новейшее время
В годы Второй мировой войны Париж был оккупирован немецкими войсками, на Елисейских Полях проходили немецкие военные марши, в отеле «Лютеция» разместился абвер, гестапо — на улице Ларистон, город жил по берлинскому времени и с немецкими вывесками. Оккупация продлилась до конца августа 1944 года, когда капитуляцию немецкого генерала фон Хольтица принял генерал Леклерк. 25 августа Шарль де Голль с балкона городской ратуши произносит знаменитую речь: «Париж осквернён, Париж сломлен, Париж измучен, но Париж свободен!».
Здесь происходили массовые беспорядки мая 1968 года, приведшие, в конечном счёте, не столько к смене правительства, сколько к коренному переделу общества, смене менталитета французов.
13 ноября 2015 года в Париже произошла серия терактов: на стадионе «Стад де Франс» и в кафе «Контуар Вольтер» прогремели взрывы, были расстреляны посетители нескольких ресторанов, в театре «Батаклан» были взяты в заложники зрители и актёры. Ответственность за произошедшее взяла на себя террористическая группировка «Исламское государство», запрещённая в России и ряде других стран.
30 января 2019 года информационный портал «Travel and Leisure» опубликовал «рейтинг наиболее романтичных городов мира». В ходе исследования было подсчитано количество людей, стремящихся сделать предложение руки и сердца либо вступить в брак на территории определённого города. Исследовались также сексуальная активность жителей и наличие благоприятных условий для ЛГБТ-знакомств. По итогам исследования, Париж занял четвёртое место в этом рейтинге.

## Физико-географическая характеристика

### Географическое положение
Париж расположен на берегах реки Сены, в центре Парижского бассейна, в 145 км от пролива Ла-Манш.
Площадь города покрывает 0,9 % территории региона Иль-де-Франс и 0,02 % территории Франции. Площадь составляет 105,40 км² (113-е место среди коммун Франции), периметр — 54,74 км. Протяжённость города с востока на запад достигает 18 км, с севера на юг — 9,5 км. Париж можно пройти пешком менее чем за два часа. Средняя высота над уровнем моря — 30 метров. Самые высокие точки расположены на холмах Монмартр и Бельвиль — от 128,15 до 128,65 м над уровнем моря. Самая низкая точка находится на углу улиц Леблан и Сан-Шарль (15-й округ) — 30,5 м над уровнем моря.
Современные границы установлены в 1860 году. Граница города проходит, в основном, по кольцевой автодороге Периферик, за её пределами к востоку и к западу расположены Венсенский и Булонский леса, входящие в черту города.
Парижский меридиан долгое время считался на французских картах нулевым меридианом. Линия меридиана запечатлена ориентированными с севера на юг 135 медальонами с именем астронома Араго́, уложенных на мостовых, тротуарах и зданиях. На этой линии располагается Парижская обсерватория. Нулевой километр, от которого отсчитываются все дорожные расстояния во Франции, находится на площади перед собором Парижской Богоматери. Антипод Парижа расположен в водах Тихого океана, на юго-востоке от Новой Зеландии, неподалёку от островов Антиподов. Географические координаты города: 48°50′ широты и 2°20′ долготы.

### Гидрография
Река Сена оказалась важнейшим фактором для создания и развития города, начало которому положили многочисленные в то время острова на ней. Из островов, лежащих в черте города, наибольший интерес представляет остров Сите. Заселённый ещё в античные времена, он является колыбелью Парижа. Именно здесь находятся многие исторические памятники, такие как собор Парижской Богоматери, Сент-Шапель, Консьержери.
Традиционно деление города на правый берег (торговая, деловая часть города) и левый берег (культурная, образовательная часть города).
Длина Сены в черте Парижа составляет 12,78 км, глубина её варьирует от 3,8 м (вблизи моста Насьональ) до 5,7 м (у моста Мирабо), ширина русла — от 30 м (набережная Монтебелло) до 200 м (у моста Гренель). Самый низкий уровень воды в истории 26,39 м, отметка с историческими уровнями воды находится на стене набережной острова Святого Людовика. Скорость течения воды 2 км/ч, мощность потока 273 м³/с, средняя температура +14,1 °C. Кроме реки, в черте города имеются каналы Сен-Мартен, Сен-Дени и Урк общей протяжённостью 7,6 км. В прошлом Париж неоднократно страдал от паводков, последнее масштабное наводнение произошло в 1910 году. Современный город защищён от паводков системой водохранилищ вверх по Сене, а также повышением уровня набережных.

### Климат
Метеорологические наблюдения ведутся непрерывно начиная с 1873 года с метеостанции в парке Монсури. Париж располагается в зоне умеренного континентального климата, на стыке двух противопоставленных друг другу климатических явлений: близость к морю обуславливает наличие тёплых и влажных воздушных масс и вторжение холодного континентального воздуха, чаще всего с севера и северо-востока. Средняя годовая температура составляет 12,8 °C, самый холодный месяц: январь (+5,5° С), самые жаркие: июль и август (+21° С), среднее годовое количество выпавших осадков: 600 мм. Наиболее дождливый месяц: май (64,9 мм), наименьшее количество осадков выпадает в феврале: 43,7 мм. По многолетним наблюдениям, в год случается 111 дождливых дней, 18 дней идут ливневые дожди с грозами, 11 дней в году выпадают осадки в виде снега. Микроклимат Парижа, обусловленный скученностью и загрязнением, отличается температурой воздуха (в среднем на 2 °C выше средней температуры по региону, разница может доходить до 10 °C), пониженной влажностью, меньшей светлостью в дневное время и более светлыми ночами. Направление господствующего ветра в соответствии с розой ветров, построенной по данным наблюдений станции Météo-France: юго-западное.
Самым жарким за историю метеонаблюдений днём в Париже был 25 июля 2019 года, когда термометры поднялись до +42,6 °C. Самая низкая температура была зарегистрирована 10 декабря 1879 года: −23,9 °C. Самая резкая перемена температуры в течение 24 часов произошла 31 декабря 1978 года: температура упала с +12 °C до −10 °C. Самый сильный ветер: 169 км/ч, отмечен в декабре 1999 года (см. также Бури в конце декабря 1999 года в Европе). Понижение температуры ниже 0 °C считается холодом, а ниже −10 °C — экстремальным, в этот период мобилизуются социальные службы города для помощи бездомным.
| Показатель                    | Янв.  | Фев.  | Март | Апр. | Май  | Июнь | Июль | Авг. | Сен. | Окт. | Нояб. | Дек.  | Год   |
| ----------------------------- | ----- | ----- | ---- | ---- | ---- | ---- | ---- | ---- | ---- | ---- | ----- | ----- | ----- |
| Абсолютный максимум, °C       | 16,1  | 21,4  | 26,0 | 30,2 | 34,8 | 37,6 | 42,6 | 39,5 | 36,2 | 28,9 | 21,6  | 17,1  | 42,6  |
| Средний суточный максимум, °C | 7,5   | 8,8   | 12,8 | 16,6 | 20,2 | 23,5 | 25,7 | 25,5 | 21,6 | 16,6 | 11,1  | 8,0   | 16,6  |
| Средняя температура, °C       | 5,5   | 6,0   | 9,2  | 12,2 | 15,6 | 18,8 | 21,0 | 20,8 | 17,2 | 13,3 | 8,6   | 6,0   | 12,4  |
| Средний суточный минимум, °C  | 3,1   | 3,3   | 5,5  | 8,0  | 11,1 | 14,2 | 16,6 | 16,0 | 13,0 | 10,0 | 6,1   | 3,8   | 9,2   |
| Абсолютный минимум, °C        | −14,6 | −14,7 | −9,1 | −3,5 | −0,1 | 3,1  | 6,0  | 6,3  | 1,8  | −3,8 | −14   | −23,9 | −23,9 |
| Норма осадков, мм             | 51    | 41,8  | 46,6 | 45,8 | 70,0 | 51,6 | 60,8 | 58,3 | 44,6 | 55,5 | 54,4  | 62,0  | 644,4 |
| Источник: Météo-France        |       |       |      |      |      |      |      |      |      |      |       |       |       |

### Экология
Состояние окружающей среды Парижа испытывает на себе факторы жизнедеятельности многомиллионного населения. Согласно статистике, столица Франции и прилегающий регион входят в первую сотню самых густонаселённых агломераций на планете.
В черте города число объектов промышленности невелико вследствие процесса деиндустриализации, начавшегося в середине XX века, благодаря чему загрязнение почв не является острой проблемой. Тем не менее шумовое загрязнение, транспортные выхлопы — главные проблемы экологии города, следует прибавить к этому недостаток парковых зон во французской столице и отставание по этому показателю от других крупных европейских городов (14,5 м² на человека). С 2002 года в городе повсеместно сортируют мусор.
Большое внимание уделяется чистоте воздуха: так, над Парижем каждый день запускается видимый в радиусе 40 км воздушный шар, цвет которого меняется в зависимости от качества воздуха. Кроме того, наблюдение за состоянием воздуха в городе с 1979 года находится в ведении организации AIRPARIF, уровни загрязнения по шкале от 1 до 10 афишируются на многих электронных табло города. Согласно официальным данным, качество воздуха значительно улучшилось за последнее десятилетие по многим параметрам.
Два десятилетия назад экологическое состояние Сены оставляло желать лучшего, чему может свидетельствовать массовый мор рыбы в 1990 и 1992 годах. В 1988 году Жак Ширак, будучи мэром Парижа, заявил, что через 5 лет в Сене можно будет купаться, действительно, за последние годы качество воды в реке улучшилось настолько, что сегодня в её водах в городской черте обитает около 28 видов рыб.
Большое внимание уделяется зелёным насаждениям, увеличению их разнообразия, благодаря чему Париж считается одной из наиболее зелёных столиц Европы, ведь в городе насчитывается около 487 000 деревьев, самому старому из которых (Робиния псевдоакация) в сквере Вивиани в 5 округе, посаженному при Генрихе IV, более 400 лет. Озеленение происходит даже на крышах, так, согласно плану Biodiversité, планируется создать 7 гектаров зелёных насаждений на парижских кровлях. В городе предпринимаются попытки борьбы с шумовым загрязнением, основная причина которого — автомобильный транспорт.
Согласно статистике на 2006 год, 54 % опрошенных парижан беспокоит шум, а жильё 150 000 человек выходит окнами на улицу, где уровень шума превышает 70 дБ.

## Символика
Герб Парижа впервые упоминается в XII веке; утверждён в 1358 году королём Карлом V. В красном нижнем поле щита изображён серебряный корабль с парусом, плывущий по серебряным волнам, в верхнем синем — золотые лилии. Щит, увенчанный золотой короной с пятью башнями, обрамлён зелёными ветвями маслины и дуба, у основания которых вплетена серебряная лента с девизом на латыни, утверждённым в XIX веке: «Его качает, но он не тонет». Под лентой три ордена: Военный крест, орден Почётного легиона и орден Освобождения. Кораблик, широко распространённый на гербах приморских городов Франции, символизирует возникновение Парижа как речного порта. Золотые лилии относятся к эмблеме династии Капетингов, при которых город стал столицей Франции.
Флаг Парижа представляет собой квадратное полотнище, состоящее из двух вертикальных полос синего и красного цветов, использование которых восходит к XIV веку. Логотип мэрии Парижа представляет собой сине-красную горизонтальную полосу с корабликом у правого края, на синем фоне надпись белого цвета: «Мэрия Парижа».

## Население
По состоянию на 2015 год, в Париже постоянно проживало 2 666 666 человек. На него приходится 3,6 % населения Франции и 19,3 % жителей региона Иль-де-Франс.
На протяжении XIX века, вплоть до окончания Первой мировой войны население увеличивалось, достигнув исторического максимума в 1921 году — 2,9 млн человек. Эта численность сохранялась до конца Второй мировой войны, после чего с 1950-х годов она стала резко сокращаться, достигнув 2,2 млн человек в 1999 году. В 2000-е годы население увеличивалось, преимущественно за счёт роста рождаемости. Отмечается высокая доля молодёжи за счёт переезда пенсионеров из столицы в провинцию и на юг страны.
Численность населения агломерации Парижа в 2011 году по данным ООН составила 10,620 млн человек. По данным Евростата за 2003—2006 годы численность населения урбанизированной зоны (англ. larger urban zone) Парижа составила 11 532 409 человек.
В античные времена и Средние века из-за многочисленных войн, эпидемий и массового голода число жителей зачастую резко падало. В пригородах за счёт их расширения в 1921 году проживало 4,85 миллиона человек, а в 2006 году — уже 11,6 миллиона. В городе проживает большое количество неженатых (незамужних) (51,5 % всего населения города). Средняя парижская семья состоит из 1,88 человека. Суммарный коэффициент рождаемости составляет 1,64. Бо́льшая часть парижских семей имеет всего одного ребёнка. На 2004 год коэффициент рождаемости составил 14,8, коэффициент смертности — 6,6. Таким образом, естественный прирост населения составил +8,1, а общий +2,1.

### Этнический состав
В 2008 году в Париже проживало около 330 000 иностранцев, что составляет 14,9 % населения Парижа. 30 % из них выходцы из ЕС, ещё 20 % приходится на иммигрантов из Алжира, Марокко и Туниса.

### Религия
Христианской покровительницей Парижа считается святая Женевьева.
Исторически большинство населения Парижа составляли христиане. Мусульманское население сконцентрировано в 11, 18, 19 и 20 округах. Парижская мечеть, расположенная в 5 округе, открыта для прихожан в 1926 году. Всего в городе насчитывается 94 католических общины, кроме того, действуют 15 православных церквей, 21 синагога (в Париже проживает 220 000 иудеев), 2 мечети (для 50 000 мусульман, большей частью суннитов), Армянская Апостольская церковь, расположенная на улице Гижон.

## Власть
В административном отношении Париж входит в состав региона Иль-де-Франс; образует департамент и коммуну одновременно, таким образом, управление городом осуществляется на двух уровнях.
Мэр Парижа и его заместители избираются советом Парижа сроком на 6 лет. Власть столичного мэра не превышает объём полномочий любого другого мэра французского города. Мэром Парижа с марта 2014 года является Анн Идальго, член Социалистической партии Франции. Совет Парижа как орган представительной власти коммуны состоит из 163 муниципальных советников, избираемых населением по 20 административным округам сроком на 6 лет.
Власти департамента представлены префектом департамента города Парижа, префектом полиции города Парижа и советом Парижа, наделённым полномочиями генерального совета департамента.
Побратимские отношения установлены только с одним городом Римом, в 1956 году под девизом «Только Париж достоин Рима; только Рим достоин Парижа». Партнёрские связи имеются более чем с 50 городами мира.

### Административное деление
Иногда собственно город Париж называют фр. Paris intra-muros («Париж внутри стен»), а Париж вместе с ближайшими пригородами (Парижская агломерация) — Большой Париж (Grand Paris) — площадью 1700 км² и населением более 10 млн человек.
Город делится на 20 муниципальных округов, пронумерованных от центра к периферии по спирали по часовой стрелке, которым присвоены почтовые индексы от 75 001 до 75 020. Каждый округ, в свою очередь, разделён на четыре квартала, в каждом из которых есть своё отделение полиции.

## Экономика
Париж — важнейший экономический центр Франции, здесь производится 10 % ВНП страны. Почти четверть всех производственных предприятий страны открыли в метрополии свои офисы и штаб-квартиры. В городе создано 349 000 предприятий c 1,64 млн рабочих мест, что в пересчёте на всех трудоспособных парижан составляет 1,5 рабочего места на человека. Тем не менее, число безработных парижан составляет 8,7 %, что, однако, ниже, чем в целом по стране (9,3 %), по данным на конец 2010 года.
Основная масса (85 %) рабочих мест относится к сфере обслуживания. Несмотря на то, что промышленность активно выводится за черту города, она продолжает предоставлять около ста тысяч рабочих мест. Примерно столько же рабочих мест приходится на мелкие предприятия, занятые в области сервиса (35 %), производства (30 %), строительства (20 %) и питания (15 %).
Развит туристический бизнес, в котором занято 160 000 чел., его доля равна 13 % парижской экономики. В 2011 году французскую столицу посетили 28,2 млн туристов, что в 12 раз больше численности населения города. Половину туристов представляют французы. 12 млн человек в год приезжают во французскую столицу в командировку. B 2007 году китайские туристы потратили 79 млн евро в парижских магазинах такс-фри, японцы — 87 млн евро, россияне — 72 млн евро, американцы — 71 млн евро.
В Париже расположилась большая часть французских банков, страховых компаний и иных финансовых предприятий. Основные французские телекоммуникационные компании также расположены главным образом в Париже: Vivendi Universal, Groupe Lagardère, Groupe TF1. По данным Fortune Global 500, в 2012 году здесь располагались штаб-квартиры 19 крупнейших компаний мира (больше, чем в любом другом городе Европы), в том числе страховой группы AXA, пищевых концернов Danone, а также банковских групп BNP Paribas и Société Générale.
Сегодня город, вместе с открытым в 1950—60-е годы в пригороде деловым центром Дефанс, является одним из важнейших торговых центров Европы. Благодаря сосредоточению французских и международных фирм в городе, Париж обеспечивает примерно треть ВВП страны. В рейтинге привлекательности для инвесторов по версии «Opinion way», ему принадлежит пальма первенства среди городов континентальной Европы и четвёртое место в мировом списке.

### СМИ
Париж занимает третье место в мире, после Нью-Йорка и Лондона, среди городов, формирующих глобальное информационное пространство. Здесь расположены центральные офисы французской телерадиовещательной компании France Télévisions, национальных газет Le Figaro, Le Monde и Libération, а также международного информационного агентства «Франс-Пресс», медиагруппы Lagardère и спутникового оператора Eutelsat.
Выходит ежедневная региональная газета Le Parisien. К бесплатным ежедневным газетам относятся 20 minutes, Direct Matin и Metronews. Культурную жизнь города освещают еженедельные издания Pariscope и L’Officiel des spectacles.
Местное телевидение представлено региональными программами национального телеканала France 3, а также региональной сетью Télif.

### Гастрономия
Рестораны в современном понимании слова возникли в Париже незадолго до Французской революции. Слово «ресторан» происходит от французского глагола фр. restaurer — привести в норму, придать силы (тот же корень, что у русского слова «реставрация»), это слово долгое время применялось к плотным блюдам, мясным бульонам, а со второй половины XVIII века к заведениям общественного питания.
В 1786 году вышло постановление парижского прево, разрешавшее поварам и рестораторам принимать посетителей до 23 (зимой) или до 24 часов (летом). Для зажиточных горожан вошло в привычку назначать деловые, а также и личные встречи не дома, а в ресторане. Ресторанное дело развивалось быстрыми темпами, вскоре количество ресторанов в Париже уже было трудно пересчитать.
Некоторые парижские кафе существуют ещё со времён эпохи Просвещения, когда они выполняли в большей степени социальную функцию, чем служили местом для приёма пищи. К ним можно отнести кафе «Прокоп», первое литературное кафе, сейчас считается старейшим рестораном Парижа, и кафе «де ля Режанс», ставшее местом встреч лучших шахматистов тех времён (просуществовало до 1950-х годов).
Для поклонников варьете в Париже открыто большое количество кабаре. Наиболее известные из них: «Мулен Руж», «Лидо», «Крейзи Хорс», «Парадиз Латин» в Латинском квартале и «Фоли-Бержер».
Одним из символов считается реклама кабаре «Чёрный кот», нарисованная Теофилем Стейнленом в 1896 году. Кабаре находилось в богемном районе Парижа Монмартре.

## Транспорт
Париж — крупный транспортный узел страны. Исторически основные дороги страны радиусами расходились от столицы, и до сегодняшних дней эти радиусы чётко видны на автомобильной карте Франции. К Парижу радиусами сходятся дороги со всех возможных направлений: А1 из Лилля, А4 из Реймса, А5 из Дижона, А6 из Лиона, А77 из Невера, А10 из Орлеана, А13 из Руана и А16 из Амьена. Непосредственно вокруг города построена кольцевая автомагистраль, имеющая от 2 до 4 полос движения в каждую сторону. Ещё две кольцевые дороги — A86 и A104 — позволяют транзитному транспорту объехать Париж, не заезжая в город.
Речной порт Парижа, расположенный в основном за чертой города, является крупнейшим во Франции и вторым по величине в Европе: его годовой пассажиропоток составляет 7 млн человек, грузооборот — 20 млн тонн (на 2008 год).

### Общественный
Париж — родина общественного транспорта. Первый его маршрут появился по инициативе Блеза Паскаля 18 марта 1662 года.
Общественный транспорт французской столицы представлен подземными видами (метро и RER) и наземными (автобус и трамвай), а также водным Voguéo и сетью велопроката Vélib и, конечно, такси. Их в городе 16 623 автомобиля. Основной оператор парижского общественного транспорта: RATP (фр. Régie Autonome des Transports Parisiens), в чьём ведении находятся все линии метро и автобусные маршруты, три линии трамвая и две линии RER. Трамвайная линия T4 и большинство линий RER обслуживаются французскими железными дорогами (SNCF).
С 2007 года действует сеть автоматических пунктов проката велосипедов Vélib', состоящая из 1450 пунктов проката, расположенных через каждые 300 метров. По утверждению представителя парижской мэрии, это самый быстрый способ перемещения в черте города, которому уступают даже метро и автомобили. С декабря 2011 года функционирует обширная сеть краткосрочного проката электромобилей Autolib'. С 2008 года действует сеть катамаранов Voguéo между Аустерлицким вокзалом и Мезон Альфором. На всех видах транспорта в черте города принимается билет Ticket t+, однодневные абонементы Mobilis и Ticket jeune Week-end для лиц моложе 26 лет, а также одно- или многодневный абонемент Paris Visite или проездной билет Navigo.
Парижский метрополитен открыт в июле 1900 года. Состоит из 14 линий общей протяжённостью 212,5 км с 300 станциями и фуникулёром Монмартра, что делает его сеть самой плотной в мире. В городе нет места, удалённого от ближайшей станции метро более чем на 500 метров. С 1998 года в системе функционирует 14 линия, первая автоматическая линия в городе.
RER представляет собой скоростную сеть, идея создания которой возникла в 1960-х годах в связи со стремительным ростом пригородов Парижа, неохваченных метрополитеном. Сегодня сеть RER (региональное экспресс-метро) представляет 5 линий пригородных электричек (A, B, C, D, E), проходящих через центр Парижа. С узловых станций RER осуществляется удобная пересадка на линии метрополитена.
Парижский трамвай был возрождён в 1992 году в связи с возросшей плотностью транспортного потока. Ранее было прекращено его существование в 1937 году. Непосредственно из всей сети трамвая региона Иль-де-Франс в границах города проходит лишь одна популярная среди парижан линия трамвая (Т3), в то время как остальные работают в пригородах. В 2012 году линия была продлена.
Парижский автобус существует с 1906 года. Сегодня сеть насчитывает 60 маршрутов, а также ночные автобусы Noctilien. Некоторое время в Париже существовали троллейбусы. Их расцвет пришёлся на годы немецко-фашистской оккупации, но в 1966 году троллейбусная сеть была ликвидирована.

#### Железнодорожный и воздушный
Париж является центром железнодорожной сети Франции. Семь центральных вокзалов города (Северный, Восточный, Лионский, Аустерлиц, Сен-Лазар, Берси и Монпарнас) обслуживают различные направления движения поездов, в том числе в Лондон и Москву (время в пути: 2 часа 20 минут и 39 часов соответственно), а также скоростные линии поездов Eurostar, TGV, Thalys. Северный вокзал с пассажиропотоком около 180 млн человек в год является самым загруженным в Европе.
Для грузоперевозок используются вокзалы Ле-Бурже, расположенный в одноимённой коммуне, и Vaires.
Столица Франции имеет четыре международных аэропорта, расположенных за её чертой. Аэропорт Шарль-де-Голль, находящийся в 25 км от города, с пассажиропотоком 61,6 млн человек (2012 год) является вторым по загруженности в Европе. Второй по величине аэропорт Парижа — Орли, расположен в 13 км от него. В этих аэропортах базируются самолёты авиакомпании Air France. Также работает аэропорт Бове. Аэропорт Ле-Бурже обслуживает деловую авиацию и известен благодаря проходящему в нём международному авиасалону.
По объёму пассажирских авиаперевозок в 2010 году агломерация Парижа занимала 5-е место в мире и второе в Европе. Все аэропорты связаны с Парижем автобусами, аэропорт Шарль-де-Голль также — электричками RER и поездами TGV, Орли — электричками RER, Бове — поездами железной дороги SNCF.

## Образование и наука
Самые престижные учебные заведения Франции находятся в её столице, которая лидирует в рейтинге студенческих городов мира. Самый известный Парижский университет Сорбонна был основан в 1257 году Робером де Сорбоном с целью обучить несколько десятков бедных студентов богословию. Довольно быстро Сорбонна (своё название университет получил лишь в XIV веке) стала самым крупным и престижным образовательным учреждением Парижа и Франции. Вокруг неё образовался знаменитый Латинский квартал, чьё название затем распространилось и на студенческие кварталы других городов. В 1968 году Парижский университет был реформирован и разделён на 13 независимых вузов, 5 из которых сейчас располагаются в пригородах Парижа.
В Париже также расположен Институт Франции, состоящий из 5 академий, главной и самой престижной из которых считается Французская академия, ставшая частью вуза в 1803 году. Она произошла из парижского литературного кружка, основанного в 1629 году Валантэном Конраром. Статус государственного научного учреждения академия получила в 1635 году. Другими престижными учебными заведениями являются Коллеж де Франс, Политехническая школа, Высшая нормальная школа, Католический институт, Горный институт и Национальный институт управления.
Самая большая библиотека Парижа — Национальная библиотека Франции, основанная в 1368 году королём Карлом V из фондов личной библиотеки в Лувре. На момент основания библиотека была хранилищем всего для 911 манускриптов, так как в те времена было принято уничтожать после смерти монарха все его документы. Этот обычай нарушил Людовик XI, с которого началось расширение фонда. В 1988 году президент Франсуа Миттеран объявил о строительстве нового здания Национальной библиотеки по проекту архитектора Доминика Перро. Сейчас библиотека насчитывает более 10 миллионов печатных изданий.

## Спорт
Популярнейший в Париже спортивный клуб — футбольный «Пари Сен-Жермен». Основанный в 1970 году, проводит свои домашние матчи на стадионе «Парк де Пренс», возведённом в конце XIX века.
Главная спортивная арена Парижа — стадион «Стад де Франс», расположенный в пригороде Сен-Дени. Арена была построена к чемпионату мира по футболу 1998 года и вмещает 80 000 зрителей. Стадион используется для проведения не только футбольных матчей, но и соревнований по лёгкой атлетике, регби и другим видам спорта. В 2016 году Франция приняла чемпионат Европы по футболу. Город стал одним из мест проведения турнира, финальный матч прошёл на стадионе «Стад де Франс».
Ежегодно проходит финиш самой престижной в мире велогонки «Тур де Франс». С 1975 года велосипедисты проводят заключительный этап гонки на Елисейских Полях.
Ещё один популярный в Париже вид спорта — теннис. Стадион «Ролан Гаррос» ежегодно в конце мая — начале июня принимает у себя один из четырёх турниров Большого шлема Открытый чемпионат Франции. В ноябре проводится престижный мужской теннисный турнир BNP Paribas Masters.
В Париже проводились летние Олимпийские игры 1900,1924 и 2024 годов. Ежегодно устраиваются легкоатлетические пробеги: Парижский марафон и Парижский полумарафон.

## Культура

### Театры
Парижская опера внесла значительный вклад в развитие оперного искусства. Сегодня в Париже два оперных театра: «Опера Гарнье», известная также как «Гранд-Опера», и «Опера Бастилии». Открывшаяся в 1875 году и названная по имени архитектора «Опера Гарнье», площадью 11 237 м², является самым большим оперным театром в мире. Новая Бастильская опера существует с 1989 года. С момента открытия новой оперы, проигрывающий в техническом оснащении, дворец Гарнье используется, главным образом, для балетных представлений и классических оперных спектаклей.
Знаменитый театр «Комеди Франсез» возник в 1680 году из слияния бывшего театра Мольера Illustre Théâtre с несколькими театральными труппами. Среди актёров, игравших на сцене «Комеди Франсез», были такие известные личности, как Сара Бернар и Жан-Луи Барро. Сегодня театр выступает, в основном, с классическим репертуаром.

### Кинематограф
Кинематограф как зрелищное искусство родился именно в Париже, 28 декабря 1895 года в «Гран-кафе» на бульваре Капуцинок состоялся первый публичный показ «Синематографа братьев Люмьер». Сегодня столица Франции считается столицей кинематографа, согласно статистике в городе насчитывается 376 кинотеатров, где каждую неделю демонстрируется около полусотни фильмов, среди которых новинки, повторные показы старых фильмов, фильмы для детей, короткометражки, документальные хроники в оригинальных версиях с субтитрами и дублированные, проходят тематические фестивали. В городе проходили съёмки многих фильмов таких известных режиссёров, как Вуди Аллен («Все говорят, что я тебя люблю», «Полночь в Париже»), Бернардо Бертолуччи («Последнее танго в Париже»), Марсель Карне («Дети райка») и многие другие.

### Музеи
В Париже насчитывается 173 музея, посвящённых всевозможной тематике, весьма различающихся по размеру, с экспонатами со всего мира. Музеи подразделяются на национальные (Лувр и центр Жоржа Помпиду), музеи муниципалитета города Парижа (музей Карнавале) и частные коллекции (музей Жакмар-Андре).
Открытый в 1793 году в бывшей резиденции французских королей музей Лувр состоит из 8 тематических отделов, где на площади 60 600 м² представлена одна из крупнейших мировых коллекций, состоящая из 35 000 экспонатов, шедевров западноевропейского искусства Средних веков вплоть до 1848 года, а также античных цивилизаций древних египтян, римлян, этрусков, цивилизаций Ближнего Востока и искусства исламских народов. Именно там хранятся такие мировые шедевры, как «Мона Лиза» и «Венера Милосская».
Музей Орсе расположился в здании бывшего одноимённого железнодорожного вокзала на берегу Сены. Вокзальное здание было построено по проекту Виктора Лалу в 1900 году для сообщения между Парижем и Орлеаном, однако было закрыто в 1939 году. В 1980-х годах под руководством Гае Ауленти здание переделали под новый музей. Он прежде всего знаменит коллекцией французских импрессионистов, всего более 5000 работ периода 1848—1942 годов, среди которых такие шедевры, как «Завтрак на траве» Мане, бронзовая скульптура «Маленькая четырнадцатилетняя танцовщица» Дега, картина в стиле ню «Происхождение мира» Г. Курбе.
Построенный в 1977 году по проекту Ренцо Пиано, Ричарда Роджерса и Жанфранко Франчини Культурный центр Жоржа Помпиду является главным центром современного искусства Франции. В здании находится не только музей современного искусства, но и библиотека, кинозалы, книжные магазины и студии детского творчества. Примечательно само устройство здания, вся инфраструктура (лифты, вентиляционные шахты, эскалаторы) вынесена наружу и раскрашена в яркие цвета.
Музей Пикассо содержит всего лишь около 250 картин, но является одним из самых красивых музеев Парижа. Экспозицию составляют работы самого Пикассо, а также собранная им коллекция работ других художников Жоржа Брака, Поля Сезанна, Анри Матисса и Амедео Модильяни. Музей расположился в отстроенном в 1656—1659 годах особняке Сале в квартале Маре.
В средневековом дворце аббатов Клюни сейчас находится Музей Средневековья (Музей Клюни) с коллекцией средневековых предметов искусства. Отсюда можно попасть в сохранившиеся руины терм галло-римского периода. В сентябре 2000 года рядом со зданием музея был разбит средневековый сад площадью 5000 м².
К Всемирной выставке 1900 года в качестве выставочных залов были спроектированы Большой и Малый дворцы. В Большом не только выставляются предметы искусства, но также проходят различные ярмарки-выставки, например, Парижский автосалон. В Малом нашли место коллекции живописи французского и итальянского Ренессанса, а также картины фламандских и голландских мастеров.

## Города-побратимы и города-партнёры

#### Города-побратимы
- Рим 1956 — единственный город-побратим Парижа («Только Париж достоин Рима; только Рим достоин Парижа», фр. Seule Paris est digne de Rome; seule Rome est digne de Paris).

#### Города-партнёры
- Амман (1987)
- Афины (2000)
- Бейрут (1992)
- Берлин (1987)
- Варшава (1999)
- Джакарта (1995)
- Ереван (1998)
- Каир (1985)
- Касабланка (2004)
- Киото (1958)
- Лиссабон (1998)
- Мадрид (2000)
- Москва (1992)
- Прага (1997)
- Рабат (2004)
- Сана (1987)
- Санкт-Петербург (1997)
- София (1998)
- Тбилиси (1997)
- Тегеран (2004)
- Токио (1982)
- Ханой (2013)

## Архитектура

### Планировка и застройка
Внешний вид современного города был задан в середине XIX века в результате грандиозной перестройки. Многие века до этого он представлял собой лабиринт узких улиц и деревянных домов. В 1852 году по плану усовершенствования города, задуманному бароном Османом, были разрушены целые кварталы ветхих построек, а на их месте появились широкие проспекты и выстроенные в единую линию каменные здания в неоклассическом стиле, столь характерные для новой эпохи буржуа. Принципы градоустройства времён Наполеона III и сейчас не потеряли своей актуальности: высота и размеры зданий подчиняются единому закону равномерности, с середины XIX века было сделано всего лишь несколько исключений из правил. Благодаря этому Париж остаётся «плоским».
Типичным для архитектуры Парижа является особый вид особняков hôtel particulier. Такой особняк представляет собой богатый частный дом П-образной формы с внутренним двором и садом с тыльной стороны средней части здания. Большинство построек были выполнены в XVII—XVIII веках, для построек XVIII века отличительной чертой является замкнутый со всех четырёх сторон двор. Наиболее внушительный пример тому — здание Пале-Рояль, королевского дворца с внутренней площадью, фонтаном и парком. Большинство сохранившихся городских особняков расположено в квартале Маре, к примеру, отель «Субиз», отель «Сале» и отель «Карнавале».
Неизменные границы города, его чёткий план устройства и нехватка места для нового строительства постепенно превратили столицу в действующий и живущий музей. Ради сохранения великого наследия законы затрудняют постройку новых зданий и коммуникаций в центре, поэтому значительное число деловых организаций переехало или планирует переезд в удобные пригороды. Уже сейчас за пределами исторического города находятся бизнес-район Дефанс, крупный продовольственный рынок (район Ранжис), важные образовательные учреждения (Политехнический институт), научные лаборатории, спортивные сооружения (стадион «Стад де Франс») и даже министерства (к примеру, министерство транспорта). Все они удобно соединены с центральной частью Парижа линиями метрополитена.

### Кладбища
По сложившейся христианской традиции усопших старались хоронить на прилегающей к церкви земле. В 1786 году из-за соображений общественной гигиены было решено прекратить захоронения на переполненных кладбищах при церквях в центре города и их закрыть, а останки перенести в подземные выработанные каменоломни к югу от Парижа (современные катакомбы Парижа в 14 округе).
Открытие крупнейших парижских кладбищ относится к началу XIX века, эпохе правления Наполеона I. Развитие города привело к тому, что эти кладбища, находившиеся некогда на окраинах, оказались своего рода зелёным оазисом спокойствия в центре различных кварталов шумной столицы. Всего в Париже насчитывается 14 кладбищ, согласно статистике, на них растёт около 34 000 деревьев.
Многие великие люди Франции и всего мира нашли своё последнее пристанище на кладбище Пер-Лашез, настоящем некрополе-музее похоронного искусства XIX века под открытым небом, кладбище Монмартра, лабиринта на 11 гектарах, Монпарнас, благодаря своей строгой планировке снискавшее название «бухты спокойствия» и кладбище Пасси, небольшое, но с самой высокой плотностью знаменитостей на квадратный метр.

### Памятники архитектуры
Набережные Сены в 1991 году вошли в список Всемирного наследия ЮНЕСКО. Пригородные дворец Фонтенбло и Версальский дворец были внесены в список в 1979 и 1981 году соответственно.
В Париже находится огромное количество достопримечательностей, к числу которых относятся не только архитектурные постройки, но и также улицы, мосты и площади. Город насчитывает 1800 исторических мест и 130 музеев, 14 из них принадлежат городу, вход в них бесплатный. Одна из самых известных достопримечательностей — ажурная металлическая Эйфелева башня, построенная по проекту инженера Эйфеля. Башня задумывалась как временная постройка, служащая входом на Всемирную выставку 1889 года. Но она не только пережила само мероприятие, но и стала истинным символом города. На севере от неё, над линией горизонта возвышается базилика Сакре-Кёр, построенная на вершине холма Монмартр, а на юге — одинокая башня Тур Монпарнас, особенно выделяющаяся на фоне «плоского» района.
Историческая ось памятников архитектуры пересекает город из центра на запад. Начинаясь от знаменитого на весь мир музея Лувр, она продолжается через сад Тюильри, проспект Елисейские Поля до Триумфальной арки, построенной в XIX веке в центре площади Звезды. В 1960-х гг. на продолжении линии был построен квартал Дефанс, центром которого стала Большая арка Дефанс.
В самом центре исторической части находится Дом инвалидов, в котором расположен военный музей, здесь же покоятся останки Наполеона Бонапарта. Тут же бывшая церковь Пантеон, охраняющая вечный покой некогда знаменитых французских деятелей. Ещё одно напоминание о пылавших боях за свободу французского народа, статуя Свободы, установленная на Лебедином острове. Оригинал этой статуи был подарен Соединённым Штатам Америки в 1886 году, и с тех пор встречает путешественников в порту Нью-Йорка.
Исторический центр города — остров Сите, где находятся две самых знаменитых церкви Франции: собор Парижской Богоматери и Сент-Шапель. Рядом с островом Сите расположен остров Сен-Луи, известный своим мороженым, признанным одним из лучших в мире.
Архитектурные направления XX века оставили городу такие памятники, как Культурный центр имени Жоржа Помпиду, в котором сейчас расположен музей современного искусства, новое здание оперы на площади Бастилии, торговый центр «Ле-Аль», построенный на месте «Чрева Парижа», а также район Дефанс, представляющий собой архитектурный комплекс из небоскрёбов и зданий и сооружений с авангардными формами.
Представляет также несомненный интерес парковый ансамбль «Городок науки и индустрии», в котором находится крупный музей науки и техники. Любители старинных вещей могут посетить блошиные рынки Сент-Уэн и Марше-о-Пюс-де-Ванв.
- Достопримечательности Парижа
- Эйфелева башня
- Триумфальная арка
- Собор Парижской Богоматери
- Елисейский дворец
- Дворец в Версале

## Устойчивые выражения
- «Воздух Парижа» — устойчивое выражение, которое означает особую, непередаваемую во всей полноте эмоциональную, этическую и эстетическую «атмосферу» Парижа для всех, кого очаровала столица Франции; выражение стало популярным после выхода в 1954 году в мировой прокат французского художественного фильма «Воздух Парижа» (L’air de Paris) режиссёра Марселя Карне по роману Жака Вио «Сова»
- «Жить и умереть в Париже» — фрагмент строки «Я хотел бы жить и умереть в Париже» из стихотворения российского поэта Владимира Маяковского «Прощанье», 1925
- «Париж — всемирная столица моды» — примерно с конца XVIIII века столица Франции стала мировым лидером в сфере моды и удерживает это звание в XXI столетии
- «Париж — город любви» — выражение стало популярным примерно со времён «Прекрасной эпохи» — периода французской истории с конца XIX века и до начала Первой мировой войны в 1914 году; этот период характеризовался расцветом многих видов искусства, богемным образом жизни, упоением всеми радостями бытия
- «Париж стоит мессы»
- «Парижские бульвары» — широкие улицы с аллеями во французской столице, составляющие с момента их появления важную часть городской и социальной жизни Парижа. Были обустроены в несколько этапов в период с 1670 года по 1920-е года; первоначально создавались на месте бывших городских фортификационных сооружений, в разное время опоясывавших город и приходивших в негодность. Чаще всего обсаживались каштанами. Создание бульваров способствовало улучшению городской среды и эстетике Парижа. Многие бульвары стали средоточием культурной жизни города. Очевидная польза и красота парижских бульваров вызвала многочисленные подражания по всему миру. Термин «бульвар» органично вошёл в лексикон русского языка. В широком смысле выражение Парижские бульвары означает ностальгию по очаровательной атмосфере столицы Франции
- «Парижские тайны» — один из самых популярных романов XIX века, автором которого был Эжен Сю. Первоначально печатался в 90 выпусках газеты Journal des débats с 19 июня 1842 по 15 октября 1843 и ещё в процессе публикации завоевал колоссальную популярность во Франции, а затем — и во многих странах мира, породив множество менее удачных подражаний. Выражение Парижские тайны стало многозначным понятием и синонимом некоей «иной действительности», существующей, но скрытой от глаз «непосвящённых»; в более широком виде — неприглядная сторона какого-либо явления, внешне привлекательного
- «Праздник, который всегда с тобой» — книга воспоминаний американского писателя Эрнеста Хемингуэя о его жизни в Париже с первой женой Хэдли в 1920-х годах. Одно из названий будущей публикации — «Парижские истории» — Хемингуэй считал неудачным и название изданным уже после смерти автора воспоминаниям дала четвёртая жена и вдова писателя Мэри Уэлш, в замужестве Хемингуэй. Выражение определяет эмоциональное восприятие Парижа. Со временем трактовка понятия расширилась и часто обозначает иное место или явление, которое вызывает приятные и радостные воспоминания
- «Увидеть Париж и умереть» — фраза из книги российского писателя Ильи Эренбурга «Мой Париж», 1931; выражает крайнюю степень восхищения увиденным